# Cérena
Marie-Ange Cerezuela, detta Cérena (Bastia, 20 giugno 1981), è una cantautrice francese.

## Biografia
Nata da madre corsa e padre catalano, fin da piccola cominciò ad ascoltare Beatles, Cat Stevens e dalla musica classica di Dvořák da cui venne fortemente influenzata. Cérena quindi cominciò quindi ad esibirsi per strada, all'età di 15 anni, con una chitarra e alcune canzoni da lei stessa composte. Proprio una di queste canzoni, che offriva ai passanti in questo periodo, le permise di incontrare il produttore discografico Orlando.
Nel 2003 uscì il suo primo singolo, intitolato Libre ("Libera"). Ad esso seguì un duetto con Umberto Tozzi: si tratta di una cover di Tu, canzone del cantante stesso, e prese il titolo di Toi, tù. Da questo successo nacque un primo album, La tête haute ("A testa alta"), in cui la cantante esprime se stessa in canzoni scritte assecondando il suo timbro vocale, risaltando la sua "dolce irriverenza" (MIH) attraverso titoli di Calogero, Stanislas Renoult, i fratelli Nacash, Christian Loigerot, Hélène Ségara o, ancora, Jean-Pierre Buccolo.
Degna erede della canzone francese, Cérena fa il suo debutto nei cabaret parigini, Le pied de la butte, La bolée, o Chez ma cousine.
Nel 2006, tutti i suoi successi furono riuniti in una riedizione del suo primo album: Libre, i duetti insieme a Umberto Tozzi o Nek (Laura non c'è), Rosso e Tout, rien du tout. Queste canzoni l'hanno resa celebre in tutta la Francia.
Nel 2008, Cérena parteciperà all'uscita di un'opera del tutto nuova, composta da canzoni (un po' umoristiche, un po' nostalgiche) della maggior parte delle quali è autrice e cantante, in collaborazione con Viviane Rabier, Axenn Raeyan, Louise A e Sandro Abaldonato.

## Curiosità
Cérena è una delle più recenti scoperte di Orlando, fratello di Dalida e produttore discografico, fra gli altri, di Hélène Ségara.

## Discografia

### Album
- 2004 - La Tête Haute
- 2006 - Cérena
- 2008 - La parenthèse

### Singoli
- 2003 - Libre
- 2003 - Toi, Tu (con Umberto Tozzi)
- 2004 - Rosso
- 2004 - Tout, rien du tout
- 2005 - Laura (con Nek) (versione italo-francese di Laura non c'è)
- 2008 - La parenthèse (Fille de la gardienne)